# Реза Ґучаннежад
Реза Ґучаннежад (нід. Reza Ghoochannejhad, перс. رضا قوچان‌نژاد, нар. 20 вересня 1987, Мешхед) — нідерландський та іранський футболіст, нападник «Геренвена» та національної збірної Ірану.

## Клубна кар'єра
Народився 20 вересня 1987 року в місті Мешхед, у 8-річному віці разом з родиною емігрував до Нідерландів. Вихованець юнацьких команд футбольних клубів «Камбюр» та «Геренвен».
У дорослому футболі дебютував 2005 року виступами за команду клубу «Геренвен», в якій провів лише 2 матчі чемпіонату. Натомість на умовах оренди грав за «Гоу Ехед Іглз» та «Еммен».
2009 року уклав з «Гоу Ехед Іглз» повноцінний контракт, проте вже за рік перейшов до «Камбюра». протягом 2011—2013 років грав у Бельгії, спочатку за «Сент-Трюйден», а згодом за «Стандард» (Льєж).
До складу англійського «Чарльтон Атлетик» приєднався 30 січня 2014 року, уклавши з клубом контракт на 2,5 роки. До кінця сезону зіграв 15 матчів у Чемпіоншипі, а у наступному сезоні 2014/15 грав на правах оренди за кувейтський «Аль-Кувейт» та катарський «Аль-Ара». Влітку 2015 року Реза повернувся в «Чарльтон» і за сезон зіграв у 23 матчах чемпіонату, забивши 2 голи, втім його команда вилетіла до третього за рівнем дивізіону країни.
22 червня 2016 року Ґучаннежад повернувся до рідного «Геренвена», де відразу став основним гравцем. Станом на 25 червня 2018 року відіграв за команду з Геренвена 67 матчів в національному чемпіонаті.

## Виступи за збірні
2006 року дебютував у складі юнацької збірної Нідерландів, взяв участь у 3 іграх на юнацькому рівні, відзначившись одним забитим голом.
16 жовтня 2012 року дебютував в офіційних матчах у складі національної збірної Ірану. Загалом у перших 12 матчах за збірну Ґучаннежад забив 9 голів і швидко довів, що рішення головного тренера іранців Карлуша Кейроша запросити його до лав національної команди було виправданим. В рамках відбіркового турніру до чемпіонату світу 2014 року нападник забив єдині голи у матчах проти збірних Катару та Південної Кореї, що закінчилися перемогами іранців з однаковим рахунком 1:0. Ці перемоги дозволили його збірній кваліфікуватися до участі у «мундіалі» з першого місця у своїй групі. Пізніше у фінальній частині турніру Реза став автором єдиного гола своєї команди: в останньому матчі групового етапу він вразив ворота Боснії і Герцеговини. Крім того Реза став першим гравцем «Чарлтона», який зіграв у фінальній частині чемпіонату світу.
На початку наступного року поїхав з командою на Кубок Азії 2015 року в Австралії. На турнірі Реза забив єдиний гол у матчі третього туру групового етапу проти збірної Об'єднаних Арабських Еміратів, завдяки чому його команда вийшла з першого місця у групі C. У чвертьфіналі проти Іраку Ґучаннежад забив гол на 119-й хвилині, зробивши рахунок 3:3 і перевів гру в серію пенальті. Втім у ній команда поступилась 6:7 і вилетіла з турніру.
Згодом зі збірною поїхав на чемпіонат світу 2018 року у Росії, де на поле так жодного разу і не вийшов. Після цього 27 червня 2018 року Ґучаннежад оголосив про завершення виступів у збірній у своєму Instagram.

## Титули і досягнення
- Володар Кубка Нідерландів: 2008-09
- Чемпіон Кіпру: 2018-19